# الجامعة المحمدية في ماكاسار
الجامعة المحمدية في ماكاسار (بالإنجليزية: Muhammadiyah University of Makassar)‏ هي منطقة سكنية تقع في إندونيسيا في سولاوسي الجنوبية.